# サークルクラッシャー (アイドルグループ)
CIRCLE CRUSHER(サークルクラッシャー)は、日本の女性アイドルグループ。2020年に広島県でプランクスターズの妹分グループとして結成。YABACUBE INC.所属。
コンセプトは「界隈崩壊系アイドル」。愛称は「サークラ」。

## 概要
2020年3月17日に、公式ツイッターにてグループの始動とメンバー4名を発表した。
楽曲の多くはプランクスターズと同様、YABECUBE INC.の専属サウンドプロデューサーでありバンド・RED in BLUEのギター・田口悟が手掛けている。

## 略歴

### 2020年
- 3月17日、公式ツイッターにてグループの始動とメンバー4名（喰切ゆめ・憑曇りる・胡桃沢桃・魚田うぉた[1]）を公開（この時点でデビュー日は未定だった）。
- 4月2日、デビューライブ日が4月26日に決定[2]。
- 4月26日、デビューライブが新型コロナウイルス感染症の影響により延期。同日、YABACUBE INC.公式YouTubeチャンネルにてオリジナル曲「透明人間」のミュージックビデオを公開。
- 5月15日、1stシングル『透明人間』と2ndシングル『サークルクラッシャーです。』の音源配信が開始。
- 6月6日、広島・ピースカフェにてデビューライブを開催。
- 9月23日、3rdシングル『明日になったら』の音源配信が開始。
- 12月3日、メンバー・囊桃ン蛾がこの日をもってグループを脱退[3]。
- 12月11日、4thシングル『トワイライト』の音源配信が開始。
- 12月17日、5thシングル『セーラースレイター』の音源配信が開始。

### 2021年
- 2月17日、メンバー・魚田うぉたがこの日をもってグループを脱退[4]。
- 2月23日、喰切ゆめ・憑曇りるがサークルクラッシャーとしての活動を休止して新しくユニット・MAD PARTYとして活動することを発表[5]。翌日以降にサークルクラッシャーとして出演予定だったイベントはMAD PARTY名義で出演しサークルクラッシャー時代の楽曲もそのまま引き継がれた。
- 4月18日、無銭単独ライブにてメンバー・憑曇りるが個人活動の範囲を広げるためYABACUBE INC.を退社することが発表された。それに伴い5月15日をもってMAD PARTYを解散することも発表された[6]。
- 5月13日、5月15日に開催予定だった解散ライブが憑曇りるの保護者関係により開催中止になったことを発表[7]。
- 6月6日、グループの再始動を発表。喰切ゆめが、全く逆で ゆめ理論に改名して復帰。同日、新メンバー・らんらん世界.com、閻魔羅闍、鏡月ルナ、ドメスティック・ミャヲと新曲『いつまで経っても』のミュージックビデオ、デビューライブの開催を発表[8]。
- 6月7日、6thシングル『いつまで経っても』の音源配信が開始。
- 6月26日、広島・ピースカフェにて再始動ライブを開催。
- 10月22日、3曲入りのシングル『閃光少女』の配信が開始。
- 11月26日、メンバー・閻魔羅闍が12月18日に開催される生誕祭にてグループの脱退とYABACUBE INC.の退所を発表[9]。
- 12月9日、8thシングル『バタフライ』の音源配信が開始。
- 12月18日、広島・ピースカフェにて閻魔羅闍の生誕＆卒業ライブを開催。

### 2022年
- 5月26日、メンバー・鏡月ルナが6月19日をもってグループを卒業することを発表[10]。
- 6月15日、6月26日より新メンバー・キュア♡りるリールの加入、新曲『VERY VERY VALLEY』と新衣装を初披露することを発表[11]。
- 6月16日、9thシングル『KILL ME ROCK』の音源配信が開始。
- 6月19日、広島・ピースカフェにて鏡月ルナの卒業ライブを開催。
- 6月26日、広島・ピースカフェにて周年ライブを開催。
- 6月27日、10thシングル『VERY VERY VALLEY』の音源配信が開始。
- 7月30日、11thシングル『グッバイフリーケンシー』の音源配信が開始。
- 12月3日、広島LIVE VANQUISHにてワンマンライブ・閃光、その先へを開催。
- 12月11日、メンバーのドメスティック・ミャヲが2023年1月2日をもってグループを卒業することを発表[12]。

### 2023年
- 1月2日、広島・ピースカフェにてドメスティック・ミャヲの卒業公演を開催。
- 1月3日、1st EP『その先へ』の配信が開始。
- 2月4日、新メンバー・微睡うとの加入を発表[13]。
- 3月11日、新メンバー・魁王弐セゐの加入を発表[14]。
- 6月20日、所属事務所であるYABACUBE INC.のアイドルが全員参加したコンピレーションアルバム『#やばばばばばばばばばばきゅーぶ』が発売され、メジャーデビューした。本作には新曲「tilt」が収録され、表題曲である「ヤバヤバナイト」の歌唱とMVにも参加した。
- 6月25日、広島QUATTROにて東名阪ワンマンツアー『ジャンピンジャッククラッシュ』ファイナルを開催。同日、12月13日に渋谷WOMBにて過去最大のワンマンライブを開催することを発表[15]。
- 6月26日、広島・ピースカフェにて周年ライブを開催。
- 6月27日、12thシングル『さよならレリビー』の音源配信が開始。
- 12月13日、渋谷WOMBにてワンマンライブを開催予定。

## メンバー

### 現メンバー
| 名前              | 誕生日                 | 担当カラー | 備考                                                                                 |
| ----------------- | ---------------------- | ---------- | ------------------------------------------------------------------------------------ |
| らんらん世界.com  | 9月27日                | フォワイト | 2021年6月6日加入。                                                                   |
| キュア♡りるリール | 2003年2月4日（22歳）   | 緑⇒ピンク  | 初期メンバー「憑曇りる」。 2021年5月13日に一度脱退。 2022年6月26日に復帰・改名した。 |
| 魁王弐セゐ        | 2003年8月21日（21歳）  | 紫⇒濃藍🧊  | 2023年3月11日加入。                                                                  |
| 豹牙ラメ          | 2003年12月27日（21歳） | 赤💔       | 2025年3月14日 YABACUBE研修生グループ「NAKAYUBI」から昇格。                           |
| 穏月夜廻          | 2006年9月13日（18歳）  | 京紫☪️     | 2025年3月14日加入。                                                                  |

### 旧メンバー
| 名前                   | 誕生日                 | 担当カラー | 備考 |
| ---------------------- | ---------------------- | ---------- | --- |
| 囊桃ン蛾               | 6月7日                 | 赤         | 初期メンバー。「胡桃沢桃」から改名。 2020年12月3日脱退。                                                         |
| 魚田うぉた             | 11月8日                | 紫         | 初期メンバー。 2021年2月17日脱退。 脱退後は「Palette Parade」で葵うたとして活動している。                        |
| 閻魔羅闍               | 2002年12月19日（22歳） | 赤         | 2021年6月6日加入。 2021年12月18日卒業。 卒業後は「プランクスターズ」でエンマチャチャとして活動していた。         |
| 鏡月ルナ               | 7月26日                | 黒         | 2021年6月6日加入。 2022年6月19日卒業。                                                                           |
| ドメスティック・ミャヲ | 2004年8月25日（20歳）  | 緑         | 2021年6月6日加入。 2023年1月2日卒業。 卒業後は「RAISON DETY」で活動していた。                                    |
| 全く逆で ゆめ理論      | 1999年9月18日（25歳）  | 水色       | 初期メンバー。 元GËËK:P∀RUPUNTË・神風あるみ 2021年6月6日の再始動に伴い「喰切ゆめ」から改名。2024年12月30日卒業。 |
| 微睡うと               | 2004年4月23日（21歳）  | 緑         | 2023年2月4日加入。2024年12月30日卒業。                                                                           |

## 作品

### シングル
| #  | タイトル                   | 収録曲                                                                | 発売日         |
| -- | -------------------------- | --------------------------------------------------------------------- | -------------- |
| 1  | 透明人間                   | 1. 透明人間                                                           | 2020年5月15日  |
| 2  | サークルクラッシャーです。 | 1. サークルクラッシャーです。                                         | 2020年5月15日  |
| 3  | 明日になったら             | 1. 明日になったら                                                     | 2020年9月23日  |
| 4  | トワイライト               | 1. トワイライト                                                       | 2020年12月11日 |
| 5  | セーラースレイター         | 1. セーラースレイター                                                 | 2020年12月17日 |
| 6  | いつまで経っても           | 1. いつまで経っても                                                   | 2021年6月7日   |
| 7  | 閃光少女                   | 1. 閃光少女 2. ドロップシンドローム 3. あ、サークルクラッシャーです。 | 2021年10月22日 |
| 8  | バタフライ                 | 1. バタフライ                                                         | 2021年12月9日  |
| 9  | KILL ME ROCK               | 1. KILL ME ROCK                                                       | 2022年6月16日  |
| 10 | VERY VERY VALLEY           | 1. VERY VERY VALLEY                                                   | 2022年6月27日  |
| 11 | グッバイフリーケンシー     | 1. グッバイフリーケンシー                                             | 2022年7月30日  |
| 12 | さよならレリビー           | 1. さよならレリビー                                                   | 2023年6月27日  |

### EP
| # | タイトル | 収録曲                                                      | 発売日       |
| - | -------- | ----------------------------------------------------------- | ------------ |
| 1 | その先へ | 1. FLASH BACK 2. カゲロウセツナ 3. ユニゾン 4. オールブルー | 2023年1月3日 |

### 参加作品
| ＃ | タイトル                        | 収録曲 | 発売日        |
| -- | ------------------------------- | --- | ------------- |
| 1  | #やばばばばばばばばばばきゅーぶ | 1. ヤバヤバナイト / YABACUE IDOL 2. とよぴ / プランクスターズ 3. tilt / サークルクラッシャー 4. ZEN ZEN ZEN / 絶望のポメラニアン 5. 七色の魔法 / ロロキルッ! 6. マジカルラブリースイッチ / 僕等のスイッチ 7. 視えるんです幽霊 / ガンジャバンギラス 8. ラブ♂ピストン / JUGS MAFIA 9. 興味無いの / スーパーマカロニサラダ 10. 電脳くえすと / VMNW 11. パンチラげっちゅー! / 偽プランクスターズ | 2023年6月20日 |